# Arkenberger Baggersee
Der Arkenberger Baggersee (auch Badesee Arkenberge oder Arkenberger Kiessee genannt) befindet sich im Norden des Berliner Bezirks Pankow in der Ortslage Arkenberge, dicht an der Berliner Stadtgrenze.

## Entstehung
Der See entstand 1979. Der Name stammt von den nahegelegenen Arkenbergen. In den Jahren zuvor war hier aus einer Kiesgrube Baumaterial für den Ausbau der nahegelegenen Autobahn, der heutigen A 114, entnommen worden.

## Nutzung & Bewirtschaftung
Der Landesanglerverband Berlin bewirtschaftet den See fischereirechtlich.
Wegen neuer EU-Richtlinien zur Gewässerreinheit wurde 2004 für den See ein generelles Badeverbot ausgesprochen.

## Zu- und Abflüsse
Für Baggerseen typisch gibt es weder Zu- noch Abfluss.
Südwestlich des Baggersees liegt der etwas kleinere Biotopsee Arkenberge und vollständig auf dem Gebiet von Blankenfelde.